# Darker than Black: Ryūsei no Gemini
Darker than Black: Ryūsei no Gemini (jap. Darker Than Black-流星の双子-, dt. „Dunkler als Schwarz: Gemini des Meteors“) ist eine Anime-Fernsehserie die unter Regie von Tensai Okamura im Animationsstudio Bones entstand. Sie ist eine Fortsetzung der Serie Darker than Black und wurde erstmals im Oktober 2009 im japanischen Fernsehen gezeigt.

## Handlung
Die zweite Staffel konzentriert sich auf das junge Mädchen Suō, das in Russland, Wladiwostok aufgewachsen ist. Dort lebt sie zusammen mit ihrem getrennt lebenden Vater und ihrem Bruder Shion, der jedoch ein Contractor ist und im Haus versteckt wird. Entsprechend einer Vorhersage von Amber wird er als Izanagi bezeichnet und soll bei einem Zusammentreffen mit Yin, bezeichnet als Izanami, zu der Entstehung einer neuen Welt führen. (Vergleiche Izanagi und Izanami) Um dies zu verhindern, bzw. diese Möglichkeit erneut als Waffe gegen die Contractors zu nutzen, versuchen sie Shion in ihre Gewalt zu bringen. Unterdessen wird Yin von der japanischen Regierung, genauer von Sektion 3, in Gefangenschaft gehalten und als Waffe gegen Contractors genutzt, indem sie die Fähigkeiten der Contractors gegen sie selbst richtet.
Entsprechend dieser Situation dauert es nicht lange, bis Shion aufgespürt wird. Jedoch verlässt Shion rechtzeitig sein Versteck und dirigiert seitdem Suō auf ihrem Weg nach Japan zum Hell’s Gate. Dabei wird sie jedoch vom gealterten Hei aufgespürt, der letztlich erkennt, dass es sich bei ihr nicht um Shion handelt. Seitdem begleitet er Suō auf dem Weg. Während einiger Zwischenfälle erwacht jedoch auch in Suō die Fähigkeit eines Contractors. Begleitet werden sie ebenfalls von July, einem Doll, der aufgrund der Zuneigung Suōs nach und nach wie Yin ein eigenes Bewusstsein entwickelt. Ebenfalls werden sie von Mao begleitet, der den Körper eines Momonga, einer Art Flughörnchen, übernommen hat. So befinden sie sich auf einer längeren Reise, bei der sie immer wieder von den Parteien bedrängt und Suō von Hei ausgebildet wird.
Suō, die fälschlicherweise immer wieder für ihren Bruder Shion gehalten wird, muss nach dem Treffen mit ihrer Mutter feststellen, dass sie nur eine Kopie der längst verstorbenen richtigen Suō ist bzw. nie zuvor existierte. Shion besitzt nämlich als Contractor die Fähigkeit, eine Kopie von etwas/jenem zu erstellen. Shion gab ihr falsche Erinnerungen, damit Suō nicht erfährt, was mit ihr passiert ist. Dennoch versucht Suō, ihren Bruder zu finden, kann jedoch ebenso wie Hei nicht verhindern, dass Izanagi und Izanami aufeinandertreffen. Dabei verstirbt Shion beim übermäßigen Einsatz seiner Fähigkeit. Als Yin sich schließlich von Hei töten lässt, entsteht eine neue Welt, in der Suō als normales Mädchen bei ihren zusammenlebenden Eltern wohnt und zur Schule geht.

## Entstehung
An der Anime-Fernsehserie arbeiten zu einem Großteil dieselben Beteiligten wie an der ersten Staffel. So führte Tensai Okamura die Regie der im Studio Bones animierten Serie. Das Design der Charaktere wurde Yūji Iwahara übernommen und vom Leiter der Animation Takahiro Komori weiter ausgearbeitet. Die künstlerische Leitung übernahmen Tomoaki Okada und Takashi Aoi, wobei Takashi vom Studio Green die Aufsicht übernahm. Im Gegensatz zur ersten Staffel wurde die Musik diesmal von Yasushi Ishii und nicht wie zuvor von Yoko Kanno komponiert.

### Synchronisation
| Rolle             | Japanischer Sprecher (Seiyū) |
| ----------------- | ---------------------------- |
| Hei               | Hidenobu Kiuchi              |
| Suō Pavlichenko   | Kana Hanazawa                |
| Shion Pavlichenko | Hōko Kuwashima               |

## Veröffentlichungen
Bereits im Vorfeld wurde ein Dokument über die Pläne von Bones bekannt, demnach eine zweite Staffel von Darker than Black entstehen sollte. In der im Juli 2008 veröffentlichten Excel-Tabelle befanden sich sowohl die Angaben über Ryūsei no Gemini als auch über die Neuverfilmung von Fullmetal Alchemist. Der Vorsitzende des Studios Masahiko Minami gab jedoch in einer öffentlichen Stellungnahme bekannt, dass kein solches Dokument innerhalb von Bones entstanden sei. In einem Interview gegenüber Anime News Network gab er jedoch zu, dass eine Fortsetzung der beiden Serien für das Studio interessant sei, da die beiden futuristischen Serien noch viel Raum für weitere Entwicklungen lassen würden. Während sich die Neuverfilmung bereits bestätigt hatte, erfolgte in der 12. Ausgabe des Young Gangan Magazine von Square Enix ebenfalls die Bestätigung für Ryūsei no Gemini. Genauere Angaben, auch zum eigentlichen Titel der Serie, macht das Magazin in der 14. Ausgabe als es auch bekannt gab, das der Anime im Oktober 2009 im japanischen Fernsehen anlaufen sollte.
Seit dem 8. Oktober 2009 wird die Serie im japanischen Fernsehen auf dem Sender MBS. Einen Tag später begann TBS und schließlich am 21. Oktober ebenfalls auch Chubu-Nippon Broadcasting mit der Ausstrahlung.